# 가나에쓰촌
가나에쓰촌(金江津村)은 이바라키현 이나시키군에 일찍이 존재했던 촌이다.

## 지리
- 현재의 가와치정 동부에 해당한다.

## 역사
- 1889년 4월 1일 - 정촌제 시행에 수반해 지바현 가토리군 가나에쓰촌이 성립하였다.
- 1899년 4월 1일 - 이바라키현 이나사키군에 관활권이 양도되어 이바라키현 이나사키군 가나에쓰촌이 되었다.
- 1958년 2월 15일 - 가나에쓰촌은 가와치촌에 편입되어 소멸하였다.

## 인구
| 1891년 | 4,769 |
| 1911년 | 4,039 |
| 1920년 | 3,872 |
| 1935년 | 2,849 |
| 1950년 | 5,044 |

## 참고문헌
- 角川日本地名大辞典編纂委員会『角川日本地名大辞典 8 茨城県』、角川書店、1983年 ISBN 4-04-001080-9